# Enrique Corrales
Enrique Corrales Martín (Siviglia, 1º marzo 1982) è un ex calciatore spagnolo, di ruolo difensore.